# Berlin Bohème
Berlin Bohème ist eine deutsche Fernsehserie, die von 1999 bis 2005 produziert wurde. Es entstanden vier Staffeln mit insgesamt 53 Episoden zu jeweils 24 Minuten. Die Serie schildert die Ereignisse um einige (Lebens-)Künstler in Berlin (vgl. Bohème). Die Mehrzahl der Protagonisten ist schwul oder lesbisch. Homosexuelle Figuren, die in deutschen Fernseh-Serien meist nur eine tolerierte Randgruppe darstellen, stehen hier im Mittelpunkt der Handlung. Eine weitere Besonderheit der Serie: In jeder Staffel werden unterschiedliche Serien-Konzepte realisiert.

## Staffeln
In der ersten Staffel, entstanden 1999 mit 11 Episoden, arbeiten die Hauptfiguren gemeinsam in einem großen Atelier, dem Dreh- und Angelpunkt, in dem die gesamte Handlung spielt. In der ersten Staffel stehen mit den Figuren Lisa Kleinert und Holger Prehm zwei Charaktere im Mittelpunkt der Handlung, die schon aus den Serien Montagskinder bzw. Montagsgeschichten bekannt sind. Außerdem erscheinen in Staffel 1 weitere Figuren aus diesen beiden Serien als Gäste.
Die 11 Episoden gleichen Kammerspielen und hätten ebenso als Theaterstück realisiert werden können, da der Raum nie verlassen wird. Zudem spielen die Folgen in Echtzeit, ähnlich der Serie 24, in jeder 24 Minuten dauernden Folge vergehen auch in der Handlung 24 Minuten.
In der zweiten Staffel, entstanden in den Jahren 2002 und 2003 mit 21 Episoden, wird dieses Konzept aufgegeben: Es finden Ortswechsel und Zeitsprünge wie in üblichen Seifenopern statt. Der rote Faden der zweiten Staffel ist das No-Budget-Theaterprojekt Always Open Stage, das die meisten Figuren der Serie miteinander verbindet. Das Konzept der Staffel ist am ehesten mit dem der Serie Lindenstraße vergleichbar. Inhaltlich gibt es außer üblichen Seifenoper-Themen noch einige interessante Nebenfiguren, z. B. ein im Coming-out befindlicher schwuler Rollstuhlfahrer, der sich in seinen Betreuer verknallt, und ein versteckt schwul lebender konservativer Politiker, der eine befreundete Schauspielerin aus Karrieregründen zu seiner Scheinverlobten macht.
In Staffel 3, entstanden 2004 mit fünf Episoden, haben erstmals neben Filmemacher Andreas Weiß, der für Buch und Regie der ersten beiden Staffeln hauptsächlich verantwortlich zeichnete, mehrere Gast-Autoren und Gast-Regisseure die jeweiligen Folgen realisiert. Auch wird das Konzept der Seifenoper, parallel laufende Handlungsstränge als Endlos-Geschichten zu präsentieren, verlassen: Die Episoden der dritten Staffel sind größtenteils abgeschlossen und bauen nur in wenigen Einzelheiten aufeinander auf.
In Staffel 4, entstanden Herbst 2005 mit 16 Episoden, werden Elemente der vorhergehenden Staffeln erneut aufgegriffen und neu „gemischt“. So gibt es – wie in Staffel 2 – auch in Staffel 4 ein Theaterprojekt, das als roter Faden dient und die Figuren verbindet. Die 16 Episoden erzählen wieder – wie in Staffel 3 – mehr oder weniger abgeschlossene Geschichten, allerdings sind gleichermaßen Elemente der Seifenoper (Handlungsstränge mit Cliffhanger) vorhanden. Die 4. Staffel wird zudem von sehr vielen neuen durchgehenden Figuren geprägt, während zahlreiche Haupt- und Nebenfiguren der 2. und 3. Staffel nur noch in wenigen Folgen als Gäste erscheinen. Lediglich die Figuren Clou und Ruben, die seit Staffel 1 dabei sind, stehen auch diesmal wieder im Mittelpunkt der Handlung. Mehrere Episoden wurden auch wieder von Gast-Autoren geschrieben und drei Episoden von Gast-Regisseuren realisiert.

## Einige Rollen und Darsteller
Seit Staffel 1:
- Clou – Tima die Göttliche
- Holger – Rainer Hillebrecht (bekannt aus der Serie Montagsgeschichten)
- Achim – Volker Waldschmidt (bekannt auch aus der Serie K11 – Kommissare im Einsatz)
- Ruben – Christian Kaufmann (bekannt aus der Serie Montagskinder)

Seit Staffel 2:
- Marina – Sonya Martin
- Edgar – Marcus Lachmann
- Liliane – Hannah B. Rubinroth
- Oliver – Alexander Haugg
- Gregor – Thomas Goersch

Gastrollen:
- Lapsus – Ovo Maltine (Gastrolle in 9 Episoden von Staffel 2)

## Sender
In Deutschland wurde die Serie in einigen Offenen Kanälen ausgestrahlt:
- Magdeburg: alle 53 Folgen von 2001 bis 2006, Wdh. 2007–2009
- Salzwedel: alle 53 Folgen von 2001 bis 2006
- Stendal: alle 53 Folgen von 2001 bis 2006, Wdh. 2008–2009
- Berlin: alle 53 Folgen von 2000 bis 2008
- Essen: 20 Folgen (Staffel 3 und 4), von Januar bis Mai 2008
- Dortmund: 20 Folgen (Staffel 3 und 4), von März bis Juli 2008
- Wernigerode: 11 Folgen (Staffel 1) von Oktober bis Dezember 2000
- Hannover: 11 Folgen (Staffel 1) von Juni bis August 2001
- Region Wolfsburg/Braunschweig (OKTV): 11 Folgen (Staffel 1) von November 2001 bis Januar 2002.
- Bremen, am 24. August 2000 (Nur Folge 1 im Rahmen einer Sondersendung)
- Hamburg, am 7. September 2000 (Nur Folge 1 im Rahmen einer Sondersendung)
- Oldenburg, am 19. September 2000 (Nur Folge 1 im Rahmen einer Sondersendung)
- Bremerhaven/Wesermündung, im August 2000 (Nur Folge 1 im Rahmen einer Sondersendung)
- Rostock, im Dezember 2000 (Nur Folge 1 im Rahmen einer Sondersendung)

In Wien wurde die komplette Serie von November 2005 bis Dezember 2006 von Okto ausgestrahlt und 2007, 2009 sowie seit Juli 2012 wiederholt.
In der Schweiz wurden im Frühjahr 2012 einige Folgen der Serie vom Sender City Channel 1 ausgestrahlt, der schweizweit im digitalen Kabel zu empfangen ist.

## Videoaufführungen
Einzelne Folgen nahmen an folgenden Festivals teil:
- Filmtage Trier im Broadway Kino, 6. und 7. Februar 2004 (Episoden 12 und 15)
- 21. VideoFilmTage Thüringen & Rheinland-Pfalz in Gera, 4. – 7. November 2004 (Episode 15)
- 3. lesbisch-schwules Filmwochenende im Kommunalen Kino Kiel am 14. und 15. März 2008, insgesamt waren 6 Folgen der 4. Staffel im Programm zu sehen, es waren die Episoden 43, 44, 49, 51, 52 und 53.

Per Video-Aufführung wurden in Berlin-Kreuzberg, im Zensurkino im Künstlerhaus Bethanien, am 18. Juli und 16. September 2006 insgesamt 8 Folgen der 3. und 4. Staffel als Berlin-Premiere gezeigt, es waren die Episoden 35, 39, 43, 44, 46, 49, 52 und 53.